# Georges Ronin
Georges Ronin, né le 20 janvier 1894 Cherbourg, et mort le 8 mai 1954 au Val-de-Grâce à Paris, est un général français de l’Armée de l’air, chef d'un réseau de résistants pendant la Seconde Guerre mondiale.
Commandant de la section aérienne du 2e bureau à partir de 1936, il organise en 1941 un service de renseignement clandestin en zone occupée et des transmissions radio avec Londres. En novembre 1942, il s’envole pour Alger après le débarquement américain et se rallie au général Giraud, qui le nomme directeur des services spéciaux. À la suite de l’accord entre de Gaulle et Giraud, le général Ronin est écarté au profit du colonel Passy et de Jacques Soustelle.

## Biographie
Georges Ronin est le fils d’Emmanuel Marie Auguste Ronin (1860-1943), capitaine de vaisseau issu d’une lignée d’officiers, et d’Anna Bergasse du Petit Thouars (1864-1954), fille du vice-amiral du Petit Thouars. Il est le frère cadet du général de division Emmanuel Auguste Abel Ronin (1886-1953).

### Première Guerre mondiale
Georges Ronin intègre en 1913 la 98e promotion de l’École spéciale militaire de Saint-Cyr. Le 6 août 1914, après la mobilisation, il est affecté au 2e escadron du 16e régiment de dragons de la 5e division de cavalerie.
Le 9 septembre 1914, son escadron est cerné par l’ennemi dans la forêt, à quelques kilomètres au sud-ouest de Soissons, non loin de Mortefontaine. Au crépuscule, un paysan signale aux dragons français la présence d'une escadrille de huit Aviatik stationnés pour la nuit. À 1 heure du matin, les 40 dragons chargent les avions allemands. Le commandant de l’escadron Gaston de Gironde et le sous-lieutenant Gaudin de Villaine sont tués par des tirs de mitrailleuse, tandis qu’Henri de Kérillis est grièvement blessé. Le chef d'escadrille allemand est tué et ses huit appareils sont détruits. Ce combat, qui précède la bataille de l’Aisne, connait un écho important dans l’armée (la chevalerie médiévale se mesurant à l’artillerie moderne et à l’aviation). Le sous-lieutenant Ronin fait partie des 27 survivants français et reste prisonnier près de Leipzig jusqu’en 1919.
Après un passage en Algérie, au 6e régiment de chasseurs d'Afrique, Georges Ronin rejoint l’Aéronautique militaire en 1921, à la base d’Istres, d’abord comme observateur puis comme pilote en 1922. Promu capitaine l’année suivante, il commande une escadrille puis un groupe du 21e régiment d’aviation à Nancy.

### SR Air
À partir de 1936, il s’occupe de la section aérienne du 2e bureau, dirigé par Louis Rivet et installé avenue de Tourville. Son service est chargé de se renseigner sur la Luftwaffe et l’Aeronautica Militare. En 1934, André Sérot a été mis sur la piste d’un officier de l’état-major de la Luftwaffe, qui a été approché par Paul Stehlin et accepté de livrer contre rémunération les plans détaillés du programme de réarmement aérien allemand. Début 1940, Sérot fera une synthèse des informations qu’il aura recueillies grâce à ses correspondants travaillant chez Heinkel et Messerschmitt.
Georges Ronin prend contact avec Wilfred Dunderdale (chef de la station parisienne du MI6) et Frederick Winterbotham, son alter ego britannique de la Royal Air Force. Il organise plusieurs opérations de reconnaissance aérienne avec Winterbotham. À l’automne 1937, Roger Henrard photographie l’Allemagne à bord d’un Farman. Il réalise 11 missions et 3600 clichés verticaux et obliques. Plusieurs pilotes comme Léon Challe et James Hennessy participent au programme avec des avions de tourisme. Paul Badré, pilote du CEMA, survole en septembre 1938 la frontière des Alpes et la plaine du Pô à bord d’un Potez 540. Au début de l’année 1939, Roger Henrard et Roger Gérard pilotent deux Lockheed L-12 (17 ans avant les premiers vols du Lockheed U-2 pour la CIA), photographiant l’Allemagne, l’Autriche et l’Italie.

### Seconde Guerre mondiale
Pendant la « drôle de guerre » et la bataille de France, Georges Ronin commande la 11e escadre de bombardement. Il s’envole pour Oran à la veille de l’armistice, y retrouvant Paul Badré et René Gervais. Ronin décide de reconstituer en France un service en lien avec l’Angleterre.
Le général Bergeret, nommé secrétaire d’État à l’aviation par le maréchal Pétain, le rappelle à Vichy en août. Il sert d’abord comme chef de cabinet de Bergeret, puis au Bureau des menées antinationales sous l’autorité de Louis Rivet. Il recrute une vingtaine d’officiers de l’Armée de l’air (provenant du 2e bureau ou d'unités combattantes qu’il avait commandées).
Jusqu’en janvier 1941, la mise en place du SR Air est confiée à Michel Bouvard : le but de l’organisation est de recueillir des informations sur l’aviation ennemie (l’état de l’industrie, les bases occupées, les consignes du commandement, les radars, les défenses antiaériennes…) pour les transmettre au général Bergeret ainsi qu’à la Royal Air Force (ce dernier point étant caché au commandement de l’Armée d’armistice, en particulier au très anglophobe amiral Darlan, chef du gouvernement du maréchal Pétain).
Les activités clandestines du SR Air risquent d’être démasquées dès le mois de juillet 1941. Georges Groussard, membre de la « Cagoule », rencontre Winston Churchill à Londres à la demande du général Huntziger (ministre de la guerre) et du docteur Ménétrel (conseiller et médecin personnel de Pétain). Cette entrevue s’ébruite rapidement à Vichy et parvient aux oreilles de l’amiral Darlan. Ami proche de Groussard, le colonel Ronin est immédiatement soupçonné d’intelligence avec les Anglais. Le 16 juillet, le préfet Henri Rollin ordonne son arrestation et celle de son adjoint Jean Bezy. Ce dernier est averti à temps et parvient à vider le bureau des papiers compromettants avant la perquisition. Grâce à l’intervention de Bergeret et Huntziger, Ronin est remis en liberté le lendemain, après avoir été sermonné au garde à vous par Darlan.

#### Organisation du SR Air
Le poste directeur (P1-AV) est installé à l’hôtel international de Vichy, dans trois pièces mises à disposition par Louis Baril, chef du 2e bureau. Le colonel Ronin peut compter sur son adjoint Jean Bezy, sur le lieutenant Demange pour la partie administrative, le sergent Jacques pour la cryptographie et le sergent Lechat pour la forgerie des documents officiels.
Il est en relations confiantes avec le colonel de Gorostarzu (membre du cabinet de Pétain), le colonel Masnou (l’un des fondateurs de l’Organisation de résistance de l'Armée) ou Suzanne Borel au ministère des affaires étrangères. Fin juin 1941, il effectue lui-même une liaison à Paris pour s’entretenir avec l’aviateur Alfred Heurteaux, chef du réseau Hector qui sera dès lors subventionné par le SR Air en zone occupée. Les officiers de Ronin financeront également Les Petites Ailes de France et Combat Zone Nord.
Le contact est renoué avec le Secret Intelligence Service par l’entremise du commandant de Berroëta, ancien attaché militaire à Madrid, et de son successeur le colonel Malaise. En février 1941, Berroëta est pris en charge à Lisbonne par le MI6, qui le conduit à Londres où Winterbotham lui remet des valises diplomatiques contenant des émetteurs-récepteurs, des plans d’émission, des cristaux et un code. Les liaisons radio avec l’Angleterre sont confiées à Paul Badré, qui dirige une antenne (P2-AV) depuis sa maison de Bellerive, de l’autre côté de l’Allier. Il recrute Robert Masson et transmet aux Alliés des retranscriptions de la source K.
Le SR Air compte six antennes principales hors de Vichy, trois en zone libre et trois en Afrique française du Nord. Celle de Limoges (P3-AV) est sous la responsabilité de Michel Bouvard, assisté des lieutenants Rupied et Delage (anciens du 2e bureau). Bouvard installe deux postes à Marmande et Argenton-sur-Creuse, confiés respectivement aux capitaines Hériard-Dubreuil et Boué. Son réseau fournit après la bataille d’Angleterre des renseignements à la Royal Air Force sur l’ordre de bataille de la Luftwaffe en territoire occupé. Rupied et Delage font la liaison avec des réseaux en Normandie, en Bretagne, à Paris et à Bordeaux. Marc Desserée, un de leurs agents, est arrêté à Paris avec son courrier en février 1941. Il est exécuté par la Gestapo le 5 novembre, le jour de ses vingt ans. En mai 1942, un document trouvé sur un espion allemand arrêté à Limoges révèle que l’Abwehr est au courant de l’existence du SR Air, de son implantation géographique et des pseudonymes de la moitié de ses cadres.
L’antenne de Lyon (P4-AV) est dirigée par le capitaine Richard, assisté du capitaine de Reviers qui obtient des renseignements précieux sur le chantier du mur de l’Atlantique et sur les abris de sous-marins. P4-AV est rattaché au poste de Limoges en 1942.
L’antenne de Marseille (P5-AV), qui se focalise sur l’Italie, est confiée à André Sérot. Rejoignant Paul Paillole (chef du contre-espionnage) au printemps 1941, Sérot est remplacé par le commandant de Berroëta, puis par le capitaine Boiron. Un poste est aussi tenu par René Gervais à Perpignan, lequel se révèle peu utile, le renseignement en Espagne étant l’apanage du colonel Malaise qui échange par radio depuis Madrid avec P2-AV à Bellerive-sur-Allier, où Gervais devient l’adjoint de Badré en juillet 1941.
L’antenne d’Alger (P6-AV) est gérée par le capitaine de La Chenelière (appelé à Vichy en juillet 1941, après l’incident avec l’amiral Darlan) puis par le commandant Michel. Celle de Casablanca (P7-AV) est confiée au capitaine Richard. L’antenne de Tunis (P8-AV), commandée par le lieutenant Lacat assisté du lieutenant Rauscher, communique avec la station maltaise du MI6. Des informations sont aussi expédiées à Gibraltar via le consulat général américain.
Les émissions radio de P8-AV avec Malte sont opérationnelles à partir d’octobre 1940 et le resteront jusqu’à la fin de la campagne de Tunisie, en mai 1943. Après l’opération Torch, Lacat signale à la Royal Air Force un convoi de 27 bateaux allemands transportant vers la Libye une division motorisée pour renforcer l’Afrikakorps du général Rommel. Bombardé par les Britanniques, le convoi est en grande partie détruit. Churchill félicite les informateurs et les exécutants de cette opération,.

#### Débarquement américain en Afrique du Nord
Le 19 octobre 1942, prévenu par le général Revers (chef d’état-major de la défense nationale), Paul Badré échappe de justesse à l’Aktion Donar, une opération des services spéciaux allemands pour identifier les émetteurs clandestins en zone libre.
Le 2 novembre, le SR Air est avisé par les Américains de l’imminence du débarquement en Afrique du Nord. Le général Bergeret s’envole pour l’Algérie le 5 novembre. Dans la nuit du 9 au 10 novembre, la veille de l’invasion de la zone libre, Ronin, Bezy, Bouvard et Badré décollent pour Biskra à bord de deux Dewoitine D.338 mis à disposition par le général d’Harcourt.
Georges Ronin se rallie au général Giraud. Les bureaux du SR Air d’Alger fusionnent avec les services de Louis Rivet. En décembre 1942, à la demande de l’OSS et du MI6, Ronin organise avec le général Chrétien la mission secrète Pearl Harbour pour libérer la Corse. Il nomme Robert de Schrevel (alias Roger de Saule) à la tête du commando,.
Après l’assassinat de l’amiral Darlan, le général Giraud réorganise les services de renseignements militaires en plaçant les trois sections (Air, Terre et Mer) sous l'autorité d'un nouvel organisme, la Direction des services spéciaux (DSS). Promu général, Ronin est choisi par Giraud comme chef de la DSS. Il s’installe au palais d’été.

#### Conflit avec les gaullistes
Pour reprendre contact avec le SR Air en métropole (désormais dirigé par René Gervais), il s’appuie une fois encore sur les Britanniques. Il est à Londres le 20 décembre 1942 avec Paul Paillole (rencontré par hasard à Gibraltar). Reçu par Winterbotham et Dunderdale, il est présenté à Stewart Menzies, chef du MI6. À l’approche de la conférence de Casablanca, Churchill cherche à utiliser Giraud comme contrepoids à de Gaulle. Menzies propose à Ronin de créer un poste du SR Air au sein même de l’Intelligence Service, ce qui mécontente les gaullistes. Comme Paillole, à la demande de Giraud, il s’abstient de rencontrer de Gaulle pendant son séjour.
De retour à Alger le 3 janvier 1943, Ronin confie à Badré cette nouvelle antenne londonienne, avec la mission de reprendre les émissions radio avec Gervais et d’organiser le parachutage d’agents en France (Masson fait partie des volontaires).
Le 30 mai, de Gaulle débarque à Alger pour rencontrer Giraud. Les deux chefs de guerre annoncent le 3 juin la fondation d’un Comité français de libération nationale (CFLN) dont ils sont les coprésidents. Ronin refuse de céder le contrôle des services spéciaux aux agents du général de Gaulle (qui entretient avec lui des relations exécrables). Rivet et Ronin défendent le caractère strictement militaire de leur organisation et n’acceptent pas l’autorité politique du Général. La rivalité avec les gaullistes débouche sur l’éviction de Giraud en novembre 1943. Le général Ronin est mis en retraite anticipée à l’âge de 49 ans. Jacques Soustelle lui succède aux commandes d’une nouvelle agence, la DGSS, née de la fusion de la DSS et du BCRA de Passy.
Il continue de conseiller officieusement ses anciens agents jusqu’à la Libération. En mai 1944, Le réseau de Maurice Challe transmet l’ordre de bataille de la Luftwaffe en territoire occupé. Le QG du général Eisenhower envoie ses félicitations pour ce travail. Traitées par le SR d’Alger, les informations sont remises à de Gaulle le 3 juin, à l’approche du débarquement de Normandie. Les réseaux de Robert Masson et de René Gervais localisent les rampes de missiles V1 et permettent la neutralisation de nombreux radars ennemis.

#### Fin
Georges Ronin meurt le 8 mai 1954 au Val-de-Grâce à Paris. À son décès, il était domicilié rue Copernic. Il avait épousé 30 ans auparavant Odette Dubois de Saran (1907-1990), dans le 16e arrondissement.

## Décorations
- Commandeur de la Légion d'honneur (1948)
- Croix de guerre 1914–1918
- Croix de guerre 1939–1945